# Kanton Vescovato
Der Kanton Vescovato war bis 2015 ein französischer Wahlkreis im Arrondissement Corte, im Département Haute-Corse und in der Region Korsika. Sein Hauptort war Vescovato. Vertreter im Generalrat des Départements war zuletzt Joseph Castelli (zunächst PCF, dann PRG).
Der sieben Gemeinden umfassende Kanton war 84,31 km² groß und hatte im Jahr 9142 Einwohner (Stand: 2012).

## Gemeinden
| Gemeinde              | Einwohner Jahr | Fläche km² | Bevölkerungsdichte | Code INSEE | Postleitzahl |
| --------------------- | -------------- | ---------- | ------------------ | ---------- | ------------ |
| Castellare-di-Casinca | 603 (2013)     | 8,88       | 68 Einw./km²       | 2B077      | 20213        |
| Loreto-di-Casinca     | 218 (2013)     | 8,1        | 27 Einw./km²       | 2B145      | 20215        |
| Penta-di-Casinca      | 3320 (2013)    | 18,53      | 179 Einw./km²      | 2B207      | 20213        |
| Porri                 | 60 (2013)      | 4,5        | 13 Einw./km²       | 2B245      | 20215        |
| Sorbo-Ocagnano        | 782 (2013)     | 10,63      | 74 Einw./km²       | 2B286      | 20213        |
| Venzolasca            | 1695 (2013)    | 16,15      | 105 Einw./km²      | 2B343      | 20215        |
| Vescovato             | 2568 (2013)    | 17,52      | 147 Einw./km²      | 2B346      | 20215        |